# Джерело (фільм, 1974)
«Джерело» — радянський короткометражний телефільм 1974 року, знятий режисером Зурабом Тутберідзе на кіностудії «Грузія-фільм».

## Сюжет
Перш ніж переїхати в нове поселення, старі Вано та Маріам роблять подарунок людям — проводять воду з джерела до шосейної дороги.

## У ролях
- Бухуті Закаріадзе — Вано
- Тамара Тваліашвілі — Маріам
- Гогліко Гамілагдішвілі — Сосо, онук Вано та Маріам
- Ія Кікнадзе — Ніно, шофер вантажівки
- Лео Сохашвілі — водій «Волги»

## Знімальна група
- Режисер — Зураб Тутберідзе
- Сценаристи — Зураб Тутберідзе, Реваз Інанішвілі
- Оператор — Джимшер Крістесашвілі
- Композитор — Зураб Надарая
- Художник — Микола Зандукелі